# Telmatophilus typhae
Telmatophilus typhae là một loài bọ cánh cứng trong họ Cryptophagidae. Loài này được Fallén miêu tả khoa học năm 1802.